# Peter Friderich Nyborg
Peter Friderich Nyborg (1768 – 28. december 1806) var en dansk fløjtenist.
Han indgik i fløjtegruppen i Det Kongelige Kapel. I 1800 blev der bestilt en ny piccolofløjte til ham.
Han var gift med Caroline Berggreen.